# Hans-Joachim Sohn-Rethel

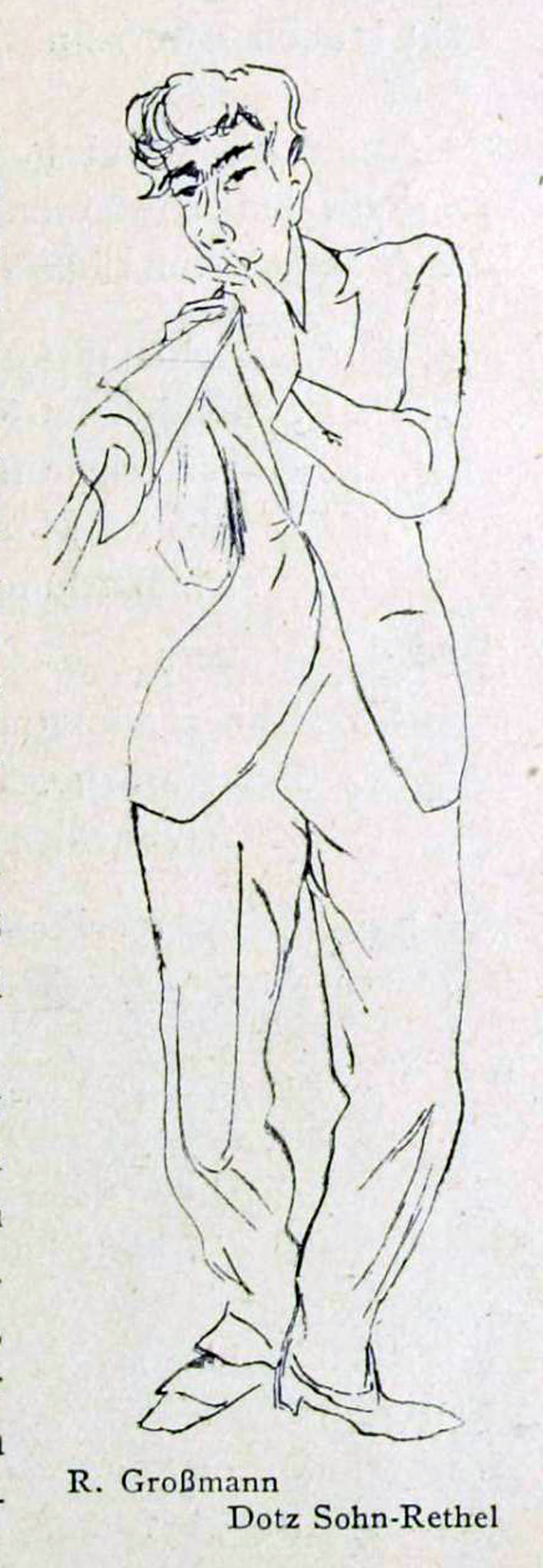
Dotz Sohn-Rethel, Zeichnung Rudolf Großmann, 1927

Hans-Joachim Sohn-Rethel (* 15. November 1905 in Düsseldorf; † 1955 in Hollywood) war ein deutscher Maler, Theaterschauspieler und Geräuschimitator unter dem Namen Freddy Dosh.

## Leben
Sohn-Rethel stammte aus einer Familie von Malern. Er war der jüngste Sohn des Malers Alfred Sohn-Rethel (1875–1958), Enkel des Malers Karl Rudolf Sohn, Urenkel des Malers Alfred Rethel. Sein Bruder war der Sozialphilosoph Alfred Sohn-Rethel. Seine Schwester Elisabeth, genannt Lissi (1897–1993), heiratete 1921 den Schauspieler Albert Steinrück. Seine Mutter Anna Julie, geb. Michels, stammte aus der Familie Oppenheimer. Sohn-Rethel, in seinen Jugendjahren Dotz genannt, war Anfang der 1920er Jahre Schüler der Odenwaldschule und studierte Malerei, angeleitet von seinem Onkel Karli Sohn-Rethel (1882–1966).
Im März 1928 hielt Sohn-Rethel sich im französischen Sanary-sur-Mer auf und malte dort. Der Aufenthalt wurde finanziell von seinem Schwager Steinrück unterstützt. Im Juni 1929 nahm er an der Jubiläumsausstellung der Rheinischen Sezession in der Städtischen Kunsthalle Düsseldorf teil. Er ging nach Berlin, wohnte in der Künstlerkolonie und führte die Dekorationen für Theater- und Kabarettbühnen aus. Da er von der Malerei nicht leben konnte, besann er sich seines zweiten Talents und wurde Geräuschimitator. Seinen Durchbruch hatte er im zweiten Programm des Kabaretts Die Katakombe (9. Dezember 1929): „Wenn Sie wissen wollen, wie sich das Fahrtgeräusch eines D-Zuges durch den offenen, respektive geschlossenen Deckel eines W.C. anhört, so wird Ihnen das nebst Untergrundbahn-, Hühner- und Kleinauto-Imitationen Herr Rethel vorführen.“

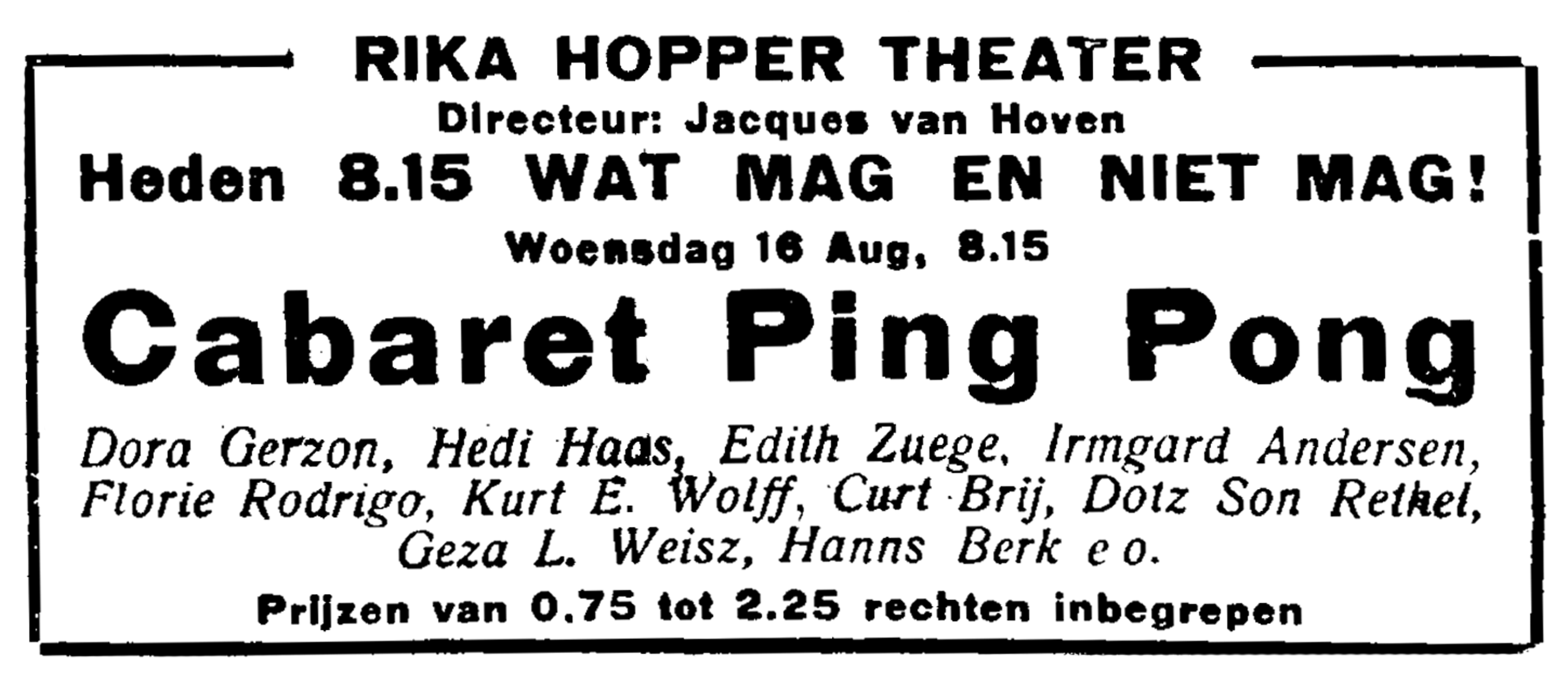
Ping-Pong Cabaret im Rika Hopper Theater, August 1933

Weitere Engagements hatte für das dritte und sechste Programm der Katakombe im Juni 1931. Ab 1931 ging er auf Tournee mit dem Kurhaus-Cabaret-Ensemble in den Niederlanden. 1933 schloss er sich dem von Kurt Egon Wolff gegründeten Exilkabarett Ping-Pong an. Mit Ping-Pong hatte er Auftritte im Leidse Plein Theater, Rika Hopper Theater in Amsterdam und im West-End Theater in Den Haag. Anschließend (Sommer 1933) tourte er als Alleinunterhalter durch die Niederlande. Dort hatte er unter anderem Auftritte mit der holländischen Soubrette Jopie Koopman und der deutschen Tänzerin Lydia Wieser in Groningen, außerdem ein Gastspiel im Pavillon Pier in Scheveningen.
In Amsterdam lernte er seine zukünftige Frau Hedwig Citroen (1910–1989) kennen, die jüngste Schwester von Lena Blumenfeld-Citroen, welche er 1934 heiratete. 1934 ging Sohn-Rethel in die Schweiz und gastierte dort für zwei Monate in Zürich im Tonhallen-Café von Liselott Wilke. Es folgte eine Schweizer Tournee mit dem Ensemble Die Pfeffermühle. Hier gab Sohn-Rethel sich den Künstlernamen Freddy Dosh.
In der Schweiz lernte er den Jazztrompeter Adi Rosner kennen, welcher ihn überredete, der Band von Fud Candrix in Ostende beizutreten. 1935 schloss er sich der Bigband von Jack Hylton an und wirkte in der Dance-Show Life Begins at Oxford Dircus mit, die auf Tournee durch England ging. Es kam zur Aufnahme einiger seiner Geräuschimitationen bei Decca Records, heute zu hören auf dem Musikalbum von John Peel und Sheila: The Pig’s Big 78s, Impressions Part 1 & 2.
1936 und 1937 hatte er ein langes Engagement in Chicago. Von 1937 bis 1939 lebte er wieder in England, wo er als Solo-Akt Varieté-Theater bereiste und im November 1938 in der BBC TV-Serie „Cabaret“, produziert von Harry Pringle (1903–nach 1959), auftrat. Kurz vor dem Ausbruch des Zweiten Krieges, im März 1939, wurde mit Sohn-Rethel noch eine Radio-Kurzwellensendung des „AB Radiotjänst“ in Stockholm aufgezeichnet bevor er, im selben Jahr, in die Vereinigten Staaten emigrierte. Dort arbeitete er weiter als Geräuschimitator, zunächst beim Kabarett Horrorscope in Hollywood, dann als Alleinunterhalter mit Auftritten im Radio und Fernsehen.

## Ausstellung
- 1991: Collectie Dosh, Provinciehuis, Zwolle
- 2014/2015: Nussbaums Welt der Dinge, Stillleben von Felix Nussbaum und Gästen, Felix-Nussbaum-Haus, Osnabrück[8]